# 乞伏暮末
乞伏 暮末（きつぶく ぼまつ）は、五胡十六国時代の西秦の第4代王。
建弘9年（428年）に熾磐の薨去により秦王の地位を継承、永弘と改元した。史書によれば、在位期間中はほしいままに死刑を行い民心が離反したと伝える。永弘3年（430年）、北涼勢力の強大化に圧迫された暮末は北魏への帰順を画策するが、夏に阻止されている。
永弘4年（431年）、夏による西秦都城南安の攻撃が行われると暮末は降伏、ここに西秦は滅亡した。暮末は間もなく夏の赫連定により殺害されている。